# 路易吉·弗拉坦杰洛
路易吉·弗拉坦杰洛（義大利語：Luigi Fratangelo，1958年7月14日—），澳大利亚男子举重运动员。他曾代表澳大利亚参加1986年英联邦运动会举重比赛，获得一枚银牌。他也曾参加1980年夏季奥林匹克运动会。